# Reichstag zu Worms (786)
Der Reichstag zu Worms im Jahr 786 war eine Reichsversammlung in Worms.

## Rahmen
Teilweise wird bezweifelt, ob König Karl (der Große) an der Reichsversammlung persönlich teilgenommen hat oder sich hat durch Repräsentanten vertreten lassen. Angesichts des Ablaufs der Reichsversammlung und ihrer politischen Bedeutung aber scheint eine persönliche Teilnahme des Königs wahrscheinlich.

## Ereignisse
Karl der Große hatte die Bretonen besiegt, die für ihr künftiges Wohlverhalten Geiseln stellen mussten. Diese Geiseln wurden dem König auf dem Hoftag präsentiert.
Weiter mussten fränkische Anführer vor dem König erscheinen, nachdem es im Vorjahr in Thüringen zu einem Aufstand gekommen war, und mussten sich verantworten.
Ein Italienzug wurde beschlossen und sofort in die Tat umgesetzt.